# Синтія Ґоєтт
Синтія Ґоєтт (англ. Cynthia Goyette, 13 серпня 1946) — американська плавчиня.
Олімпійська чемпіонка 1964 року.
Переможниця Панамериканських ігор 1963 року, призерка 1967 року.
Переможниця літньої Універсіади 1967 року.